# 巴哈马议会
巴哈马议会（英語：Parliament of the Bahamas）是巴哈马的国家立法机关，办公地点位于拿索的巴哈马议会大厦。
巴哈马议会实行两院制，由巴哈马参议院和巴哈马众议院组成。每届议会任期5年。根据巴哈马宪法第52条第1款的授权，议会的职责是为巴哈马的和平、秩序和良政制定法律。

## 外部連結
- The Constitution of the Commonwealth of the Bahamas, The Government of the Bahamas （页面存档备份，存于）, accessed 15 March 2013.